# Яцько Іван Якович
Іва́н Я́кович Яцько́ (24 липня 1896, Новий Буг, Херсонська губернія, Російська імперія — 8 червня 1978, Одеса, УРСР, СРСР) — український радянський геолог, палеонтолог, професор.

## Біографія
І. Я. Яцько народився 24 липня 1896 року в с. Новий Буг Херсонського повіту Херсонської губернії.
У 1915 році закінчив Новобузьку вчительську семінарію. Потім був призваний на військову службу. У 1916—1917 роках воював у діючій армії. З 1918 року вчителював. У 1921—1922 роках займався ліквідацією неписьменності в Олешках.
В 1925 році закінчив природознавчий відділ Одеського інституту народної освіти (ОІНО). Навчався в аспірантурі при науково-дослідній кафедрі географії та геології, якою керував професор Г. І. Танфільєв. З 1929 року викладав в Одеському інституті народної освіти, одночасно з 1931 року завідував відділом палеонтології в Зоолого-біологічному інституті при ОІНО, У 1931—1933 роках завідував кафедрою геології в Одеському інституті професійної освіти.
11 квітня  1934 року надано вчене звання доцента. 31 грудня 1935 року після захисту дисертації присуджений науковий ступінь кандидата геолого-мінералогічних наук. З 1934 року працював в Одеському державному університеті доцентом кафедри геології.
Під час нацистської навали перебував в евакуації у Середній Азії, де завідував кафедрою у Андижанському вчительському інституті. В 1944—1951 роках був доцентом кафедри гідрогеології і палеонтології, а у 1952—1960 роках — завідувачем кафедри загальної геології та гідрогеології.
У 1961 році захистив дисертацію «Континентальні неогенові відклади півдня УРСР та уніоніди цих відкладів» та здобув науковий ступінь доктора геолого-мінералогічних наук. У 1963 році надано вчене звання професора. Протягом 1965 —  1977 років завідував кафедрами геології, загальної та морської геології Одеського держуніверситету імені І. І. Мечникова.
Помер 8 червня 1978 року в Одесі. Похований на Другому християнському кладовищі.

## Наукова діяльність
В 1930—1940 роках виконав біля 100 різнопланових геологічних досліджень у межах України з метою пошуків корисних копалин і визначенні підземних вод. Вивчав узбережжя Чорного моря від Сухого лиману до Дніпра. Важливим також було вивчення одеських зсувів. Займався питаннями стратиграфії і палеонтології неогенових відкладів Українського Причорномор'я.
Підготував 10 кандидатів та 4 докторів наук.

#### Деякі праці
- Геологическое строение Одеського побережья Черного моря/ И. Я. Яцко.// Исследование подземных вод СССР. — 1936. — Вып. 7-А. — С. 20 — 55.
- О некоторых представителях семейств Unionidae их неогена юга УССР/ И. Я. Яцко.// Праці Одеського державного університету. — 1954. — Т. 2. — С. 71 — 105.
- Зсуви на Одеському узбережжі та їхня характеристика/ І. Я. Яцько.// Праці Одеського державного університету. — 1957. — Т. 147, вип. 4. — С. 87 — 98.
- Наяды верхнего кайнозоя юго-запада Украины и Молдавии: Описание и стратиграфические заметки/ И. Я. Яцко. — Львов: ЛГУ, 1972. — 145 с.

## Нагороди
- Медалі «За трудову відзнаку», «За доблесну працю. В ознаменування 100-річчя з дня народження Володимира Ілліча Леніна»,  «За перемогу над Німеччиною у Великій Вітчизняній війні 1941—1945 рр.»
- Почесна Грамота Президії Верховної Ради УРСР.
- Дві золоті медалі ВДНГ.

## Вшанування пам'яті
Ім'ям І. Я. Яцька названі 15 уніонідів, один з видів підкласу форамініфер з голоценових відкладів Чорного моря й один з видів — ряду Черепашкових з міоценових шарів Причорномор'я.